# Miellin
Miellin é uma ex-comuna francesa na região administrativa de Borgonha-Franco-Condado, no departamento de Alto Sona. Estendeu-se por uma área de 13,36 km². Em 2010 a comuna tinha 76 habitantes (densidade: 5,7 hab./km²).
Em 1 de janeiro de 2017 foi fundida com as comunas de Servance para a criação da nova comuna de Servance-Miellin.